# 科连格斯科耶农村居民点
科连格斯科耶农村居民点（俄语：Сельское поселение Коленгское）是俄罗斯联邦沃洛格达州韦尔霍瓦日耶区所属的一个农村居民点。其下辖有6个居民点，行政中心为诺金斯亚卡。据2015年统计，该农村居民点的人口为266人。